# 米街
米街是臺灣府城西定坊的街道，因當時有許多與相關的行業而得名。範圍位於現今臺南市中西區新美街從成功路到民族路之間的部分，而民族路到民權路之間的部分，過去叫做抽籤巷，後來也曾稱作三義街，現在亦為新美街的一部分。
在清嘉慶十二年（1807年）時，米街已出現在《續修臺灣縣志》的城池圖中。除了米店之外，清朝時在米街附近亦有開設許多紙莊、紙行，印置民俗版畫等物。另外清朝臺灣唯一一對「父子進士」施瓊芳與施士洁亦出身米街。